# Hampstead, Québec
Hampstead är en stad (kommun av typen ville) i provinsen Québec i Kanada. Den ligger i regionen Montréal, i den sydöstra delen av landet, 160 km öster om huvudstaden Ottawa. Antalet invånare var 7 037 vid folkräkningen 2021.
Kommunen är officiellt tvåspråkig (franska och engelska), med 60 % engelsktalande och 22 % fransktalande (modersmålstalare) vid folkräkningen 2021.